# Faramea herbacea
Faramea herbacea är en måreväxtart som beskrevs av Achille Richard. Faramea herbacea ingår i släktet Faramea och familjen måreväxter.
Artens utbredningsområde är Franska Guyana. Inga underarter finns listade i Catalogue of Life.